# Roger Heman Jr.
Roger H. Heman Jr. est un ingénieur du son américain né le 28 mars 1932 à Los Angeles et mort le 13 novembre 1989 sur l'île de Sanibel (Floride).

## Filmographie (sélection)
- 1974 : 747 en péril (Airport 1975) de Jack Smight
- 1975 : Les Dents de la mer (Jaws) de Steven Spielberg
- 1975 : La Sanction (The Eiger Sanction) de Clint Eastwood
- 1976 : Un tueur dans la foule (Two-Minute Warning) de Larry Peerce
- 1976 : Car Wash de Michael Schultz
- 1976 : La Bataille de Midway (Midway) de Jack Smight
- 1976 : Complot de famille (Family Plot) d'Alfred Hitchcock
- 1977 : La Castagne (Slap Shot) de George Roy Hill
- 1979 : Airport 80 Concorde (The Concorde... Airport '79) de David Lowell Rich
- 1980 : Nashville Lady (Coal Miner's Daughter) de Michael Apted
- 1985 : Une créature de rêve (Weird Science) de John Hughes
- 1986 : Psychose 3 (Psycho III) d'Anthony Perkins

## Distinctions

### Récompenses
- Oscars 1976 : Oscar du meilleur mixage de son pour Les Dents de la mer

### Nominations
- Oscars 1981 : Oscar du meilleur mixage de son pour Nashville Lady
- BAFTA 1982 : BAFA du meilleur son pour Nashville Lady